# Ephedra alata
Ephedra alata — вид голонасінних рослин класу гнетоподібних.

## Опис
Цей міцний ксерофітний чагарник утворює густі угруповання.

## Поширення, екологія
Країни проживання: Алжир, Чад, Єгипет, Іран, Ірак, Ізраїль, Йорданія, Ліван, Лівія, Малі, Мавританія, Марокко, Саудівська Аравія, Сомалі, Сирія, Туніс. Проживає від Північної Африки до Аравійського півострова, а також в Мавританії на висотах від 50 м до 1200 м. Знайдено на піщаному вапняному ґрунті, кам'янистому ґрунті або глинистому ґрунті в посушливих умовах часто близько ваді, або на піщаних дюнах.

## Використання
Стебла більшості членів цього роду містять алкалоїд ефедрин і відіграють важливу роль в лікуванні астми та багатьох інших захворювань дихальної системи. Стебла їсть ВРХ, Camelidae і Caprinae. Стебло використовується для волокон, щоб зробити шнури, мотузки або шпагати і рослини використовуються для отримання дубильних речовин та барвників. Рослина також використовується для боротьби з ерозією в піщаних районах. Вона також переносить засолені землі.

## Загрози та охорона
Рослина, як відомо, використовується як тваринна їжа, в медицині та для матеріалів, проте, невідомо, чи це викликає серйозну загрозу для виду. Насіння було зібрано і зберігається у вигляді частини проекту Насіннєвого банку тисячоліття. Ареал перетинає кілька охоронних територій.